# Молодой коммунист (журнал)
«Молодой коммуни́ст» — ежемесячный общественно-политический и теоретический журнал ЦК ВЛКСМ. По содержанию и форме был ориентирован на руководящих комсомольских работников и членов комсомольского актива.

## История
Решение об издании молодёжного журнала, объединяющего молодых большевиков, было принято в декабре 1918 года. 15 декабря 1918 года в Москве вышел в свет первый печатный орган ЦК РКСМ — журнал «Юный коммунист». (В 1918—1938 годах печатался под названием «Юный коммунист», в 1939—1952 — «Молодой большевик», в 1991—1992 — «Перспективы»). В годы Великой Отечественной войны журнал не выходил. Выпуск возобновлён в 1946 году.
Среди задач журнала была пропаганда актуальных проблем марксистско-ленинской теории, коммунистического строительства, идейно-политического воспитания молодёжи.
Журнал публиковал материалы для комсомольского политического просвещения. На страницах журнала проходили обсуждения наиболее важных аспектов жизни молодёжи, проблем труда, образования и воспитания юношества; разрабатывались вопросы истории комсомола, комсомольского строительства, освещался и распространялся передовой опыт работы комсомольских организаций.
Журнал на своих страницах помещал информацию о деятельности зарубежных союзов молодёжи, проблемах международного молодёжного движения, о положении юношества в странах Запада; велась борьба против буржуазной идеологии.
«Молодой коммунист» печатал статьи по вопросам литературы, искусства, спорта.
В 1973 году тираж журнала достиг около 900 тысяч экземпляров.
Главными редакторами журнала в разное время были Л. В. Карпинский, Ю. Д. Поройков, З. Г. Апресян.
Периодичность менялась: еженедельник, двухнедельник, с 1953 года до конца издания — 1 раз в месяц.